# ガーディアン/森は泣いている
『ガーディアン/森は泣いている』（原題: The Guardian）は、1990年制作のアメリカ合衆国のオカルト・ホラー映画。
ダン・グリーンバーグの小説『ナニー』（The Nanny）を原作とし、ウィリアム・フリードキン監督が映画化した。

## あらすじ
出産を間近に控えたフィルとケイトの若い夫婦が引っ越してきた新居に、ベビーシッターとしてカミラという若い女性がやって来る。
だが、その日から二人の周囲で奇怪な出来事が次々と起こる。フィルは留守番電話のメッセージを頼りにシェリダン家にたどり着き、そこで彼らが以前ベビーシッターとして来たカミラに子供を連れ去られた事を知る。
フィルはカミラの後を密かにつけると、鬱蒼と生い茂る森の中に消えていった。彼女は樹齢数百年の大木に宿る精霊の化身だったのだ。

## キャスト
| 役名                   | 俳優                   | 日本語吹替 | 日本語吹替   | 日本語吹替 |
| 役名                   | 俳優                   | VHS版      | テレビ朝日版 |            |
| ---------------------- | ---------------------- | ---------- | ------------ | ---------- |
| カミラ                 | ジェニー・シーグローヴ | 戸田恵子   | 小山茉美     |            |
| フィル・スターリング   | ドワイヤー・ブラウン   | 原康義     | 宮本充       |            |
| ケイト・スターリング   | キャリー・ローウェル   | 勝生真沙子 | 佐々木優子   |            |
| ネッド・ランシー       | ブラッド・ホール       | [ 2 ]      | 大塚芳忠     |            |
| ラルフ・ヘス           | ミゲル・フェラー       | 牛山茂     | 有本欽隆     |            |
| モリー・シェリダン     | ナタリア・ノグリッチ   |            | 宗形智子     |            |
| アラン・シェリダン     | ゲイリー・スワンソン   | 秋元羊介   |              |            |
| スコッティ・シェリダン | ジェイコブ・ジェルマン |            |              |            |
| ゲイル                 | パメラ・ブラル         |            | 弘中くみ子   |            |
| アーリン・ラッセル     | テレサ・ランドル       |            |              |            |
| 刑事                   | ザンダー・バークレー   | 牛山茂     | 小室正幸     |            |

- テレビ朝日版:初回放送1994年8月7日『日曜洋画劇場』

日本語版その他出演：沢海陽子、小島敏彦、磯辺万沙子、さとうあい、広瀬正志、相沢正輝
日本語版制作スタッフ 演出：田島荘三、翻訳：徐賀世子、調整：遠西勝三、効果：VOX、制作：コスモプロモーション、解説：淀川長治、テレビ朝日プロデューサー：福吉健
- 2018年10月8日発売のDVD、Blu-rayにはテレビ朝日版の吹替を収録